# Campeonato de Fútbol de Costa Rica 2003-2004
La temporada 2003-04 de la Primera División de Costa Rica, fue la edición 85° del torneo de liga de fútbol de dicho país, iniciando en agosto de 2003 y finalizando en mayo de 2004.
El Deportivo Saprissa se proclamó campeón del Apertura, mientras que el Herediano se hizo con el título del Clausura. Para la final nacional, el cuadro morado se impuso ante los florenses y de esta manera sumó el cetro número «23» en la institución, además rompió la racha de cuatro temporadas consecutivas sin celebrar un campeonato.
El equipo ascendido para este torneo fue Ramonense, el cual ocupó la plaza que dejó Osa.

## Sistema de competición
La temporada de la Primera División está conformada en dos partes:
- Torneo de Apertura: Se integra por las 22 jornadas del certamen, jugándose desde agosto hasta diciembre.
- Torneo de Clausura: Se integra por las 22 jornadas del certamen, jugándose desde enero hasta mayo.

El líder de cada campeonato obtiene un cupo para la gran final por el título. En caso de que si un equipo ocupa el primer lugar de ambas competencias, se proclama campeón automáticamente.
Tanto en el torneo de Apertura como en el Clausura se observará el sistema de puntos. La ubicación en la tabla general está sujeta a lo siguiente:
- Por juego ganado se obtendrán tres puntos.
- Por juego empatado se obtendrá un punto.
- Por juego perdido no se otorgan puntos.

En esta fase participan los 12 clubes de la máxima categoría jugando durante las 22 jornadas respectivas, que en total se alcanzaría los 44 partidos disputados a visita recíproca a lo largo de la temporada. De la misma manera, habría dos juegos adicionales si ocurriera una final nacional.
El orden de los clubes al final de las dos vueltas del torneo corresponderá a la suma de los puntos obtenidos por cada uno de ellos y se presentará en forma descendente. Si al finalizar las 22 jornadas por cada torneo, dos o más clubes estuviesen empatados en puntos, su posición en la tabla general será determinada atendiendo a los siguientes criterios de desempate:
1. Mayor diferencia positiva general de goles. Este resultado se obtiene mediante la sumatoria de los goles anotados a todos los rivales, en cada campeonato menos los goles recibidos de estos.
2. Mayor cantidad de goles a favor, anotados a todos los rivales dentro de la misma competencia.
3. Mejor puntuación particular que hayan conseguido en las confrontaciones particulares entre ellos mismos.
4. Mayor diferencia positiva particular de goles, la cual se obtiene sumando los goles de los equipos empatados y restándole los goles recibidos.
5. Mayor cantidad de goles a favor que hayan conseguido en las confrontaciones entre ellos mismos.
6. Como última alternativa, la UNAFUT realizaría un sorteo para el desempate.

## Información de los equipos
| Equipo              | Entrenador             | Ciudad                  | Estadio           | Capacidad | Fundación      |
| ------------------- | ---------------------- | ----------------------- | ----------------- | --------- | -------------- |
| A. D. Carmelita     | Luis Fernández Texeira | Grecia, Alajuela        | Allen Riggioni    | 4 000     | 1948 (55 años) |
| A. D. Guanacasteca  | Hernán Fernando Sosa   | Nicoya, Guanacaste      | Chorotega         | 4 000     | 1973 (31 años) |
| A. D. Ramonense     | Orlando de León        | San Ramón, Alajuela     | Guillermo Vargas  | 2 500     | 1953 (51 años) |
| A. D. Santa Bárbara | Mario Silva            | San José                | Nacional          | 25 100    | 1943 (61 años) |
| A. D. San Carlos    | Guillermo Guardia      | San Carlos, Alajuela    | Carlos Ugalde     | 5 600     | 1965 (39 años) |
| C. S. Cartaginés    | Juan Luis Hernández    | Cartago                 | "Fello" Meza      | 13 500    | 1906 (97 años) |
| C. S. Herediano     | Ronald Mora            | Heredia                 | Rosabal Cordero   | 8 721     | 1921 (82 años) |
| Deportivo Saprissa  | Hernán Medford         | Tibás, San José         | Ricardo Saprissa  | 23 112    | 1935 (68 años) |
| L. D. Alajuelense   | Javier Delgado         | Alajuela                | Morera Soto       | 17 895    | 1919 (84 años) |
| Liberia             | Carlos Campos          | Liberia, Guanacaste     | Edgardo Baltodano | 5 797     | 1977 (26 años) |
| Pérez Zeledón       | Carlos Restrepo        | Pérez Zeledón, San José | Pérez Zeledón     | 6 100     | 1991 (12 años) |
| Santos de Guápiles  | Victorino Quesada      | Guápiles, Limón         | Ebal Rodríguez    | 4 500     | 1961 (42 años) |

### Equipos por provincia
| Saprissa Herediano Carmelita Santa Bárbara Alajuelense San Carlos Guanacasteca Pérez Zeledón Cartaginés Ramonense Santos Liberia |

| Provincia  | N.º | Equipos                                        |
| ---------- | --- | ---------------------------------------------- |
| Alajuela   | 4   | Alajuelense Carmelita Ramonense San Carlos     |
| San José   | 3   | Deportivo Saprissa Santa Bárbara Pérez Zeledón |
| Guanacaste | 2   | Liberia Guanacasteca                           |
| Heredia    | 1   | Herediano                                      |
| Limón      | 1   | Santos de Guápiles                             |
| Cartago    | 1   | Cartaginés                                     |

### Ascenso y descenso
| a la Segunda División |
| --------------------- |
| A. D. Municipal Osa   |

| a la Primera División |
| --------------------- |
| A. D. Ramonense       |

## Torneo de Apertura

### Tabla de posiciones
| Pos. | Equipo              | Pts. | PJ | PG | PE | PP | GF | GC | Dif. |
| ---- | ------------------- | ---- | -- | -- | -- | -- | -- | -- | ---- |
| 1.º  | Deportivo Saprissa  | 57   | 22 | 18 | 3  | 1  | 55 | 25 | 30   |
| 2.º  | C. S. Herediano     | 40   | 22 | 12 | 4  | 6  | 37 | 29 | 8    |
| 3.º  | L. D. Alajuelense   | 34   | 22 | 9  | 7  | 6  | 35 | 30 | 5    |
| 4.º  | A. D. Santa Bárbara | 31   | 22 | 8  | 7  | 7  | 33 | 30 | 3    |
| 5.º  | Pérez Zeledón       | 29   | 22 | 8  | 5  | 9  | 28 | 26 | 2    |
| 6.º  | Liberia             | 28   | 22 | 7  | 7  | 8  | 28 | 32 | −4   |
| 7.º  | A. D. Guanacasteca  | 27   | 22 | 7  | 6  | 9  | 18 | 28 | −10  |
| 8.º  | Santos de Guápiles  | 25   | 22 | 5  | 10 | 7  | 21 | 23 | −2   |
| 9.º  | A. D. Ramonense     | 25   | 22 | 7  | 4  | 11 | 27 | 31 | −4   |
| 10.º | A. D. Carmelita     | 23   | 22 | 6  | 5  | 11 | 25 | 30 | −5   |
| 11.º | A. D. San Carlos    | 22   | 22 | 5  | 7  | 10 | 22 | 33 | −11  |
| 12.º | C. S. Cartaginés    | 21   | 22 | 6  | 3  | 13 | 25 | 37 | −12  |

|  | Campeón del torneo |

### Resumen de resultados
| Local / Visita      | ADC   | ADG   | ADR   | SB    | SC    | CSC   | CSH   | SAP   | LDA   | LIB   | MPZ   | SAN   |
| ------------------- | ----- | ----- | ----- | ----- | ----- | ----- | ----- | ----- | ----- | ----- | ----- | ----- |
| A. D. Carmelita     |       | 0 - 1 | 4 - 1 | 1 - 4 | 2 - 0 | 0 - 2 | 4 - 0 | 1 - 2 | 3 - 0 | 2 - 2 | 1 - 1 | 0 - 0 |
| A. D. Guanacasteca  | 0 - 0 |       | 1 - 0 | 0 - 0 | 1 - 1 | 1 - 0 | 0 - 1 | 0 - 1 | 1 - 3 | 1 - 0 | 1 - 2 | 1 - 0 |
| A. D. Ramonense     | 3 - 0 | 3 - 0 |       | 1 - 1 | 0 - 1 | 2 - 1 | 0 - 2 | 3 - 0 | 5 - 3 | 0 - 2 | 1 - 0 | 0 - 1 |
| A. D. Santa Bárbara | 3 - 1 | 2 - 0 | 3 - 2 |       | 1 - 2 | 1 - 1 | 5 - 1 | 2 - 4 | 1 - 1 | 2 - 0 | 2 - 1 | 2 - 2 |
| A. D. San Carlos    | 0 - 2 | 3 - 1 | 1 - 1 | 1 - 1 |       | 2 - 1 | 0 - 4 | 3 - 3 | 1 - 2 | 1 - 1 | 0 - 2 | 2 - 1 |
| C. S. Cartaginés    | 2 - 1 | 1 - 1 | 0 - 1 | 2 - 1 | 2 - 1 |       | 1 - 2 | 1 - 2 | 2 - 4 | 2 - 1 | 1 - 2 | 0 - 0 |
| C. S. Herediano     | 3 - 2 | 2 - 0 | 1 - 1 | 0 - 1 | 1 - 0 | 4 - 1 |       | 2 - 2 | 1 - 0 | 2 - 1 | 1 - 2 | 2 - 0 |
| Deportivo Saprissa  | 2 - 0 | 3 - 0 | 2 - 0 | 5 - 0 | 1 - 0 | 1 - 0 | 2 - 1 |       | 4 - 1 | 5 - 1 | 4 - 2 | 2 - 1 |
| L. D. Alajuelense   | 1 - 0 | 1 - 1 | 3 - 0 | 2 - 1 | 2 - 0 | 3 - 0 | 1 - 1 | 3 - 3 |       | 2 - 1 | 1 - 0 | 1 - 1 |
| Liberia             | 0 - 1 | 2 - 2 | 2 - 1 | 1 - 0 | 1 - 1 | 1 - 2 | 2 - 2 | 2 - 3 | 3 - 2 |       | 2 - 1 | 0 - 0 |
| Pérez Zeledón       | 3 - 0 | 0 - 1 | 2 - 1 | 2 - 0 | 1 - 1 | 4 - 2 | 0 - 2 | 1 - 2 | 0 - 0 | 1 - 1 |       | 0 - 0 |
| Santos de Guápiles  | 0 - 0 | 3 - 4 | 1 - 1 | 2 - 0 | 2 - 1 | 2 - 1 | 4 - 2 | 1 - 2 | 0 - 0 | 0 - 1 | 2 - 1 |       |

|  | Victoria del equipo local     |
|  | Empate                        |
|  | Victoria del equipo visitante |

## Torneo de Clausura

### Tabla de posiciones
| Pos. | Equipo              | Pts. | PJ | PG | PE | PP | GF | GC | Dif. |
| ---- | ------------------- | ---- | -- | -- | -- | -- | -- | -- | ---- |
| 1.º  | C. S. Herediano     | 49   | 22 | 15 | 4  | 3  | 41 | 16 | 25   |
| 2.º  | Deportivo Saprissa  | 47   | 22 | 14 | 5  | 3  | 38 | 21 | 17   |
| 3.º  | L. D. Alajuelense   | 36   | 22 | 11 | 3  | 8  | 43 | 33 | 10   |
| 4.º  | A. D. Guanacasteca  | 32   | 22 | 9  | 5  | 8  | 35 | 33 | 2    |
| 5.º  | Santos de Guápiles  | 30   | 22 | 9  | 3  | 10 | 31 | 24 | 7    |
| 6.º  | A. D. Carmelita     | 30   | 22 | 8  | 6  | 8  | 28 | 35 | −7   |
| 7.º  | C. S. Cartaginés    | 28   | 22 | 7  | 7  | 8  | 22 | 28 | −6   |
| 8.º  | A. D. San Carlos    | 26   | 22 | 6  | 8  | 8  | 16 | 21 | −5   |
| 9.º  | Pérez Zeledón       | 25   | 22 | 6  | 7  | 9  | 19 | 28 | −9   |
| 10.º | A. D. Ramonense     | 24   | 22 | 6  | 6  | 10 | 25 | 34 | −9   |
| 11.º | Liberia             | 20   | 22 | 5  | 5  | 12 | 22 | 31 | −9   |
| 12.º | A. D. Santa Bárbara | 17   | 22 | 4  | 5  | 13 | 24 | 40 | −16  |

|  | Campeón del torneo |

### Tabla acumulada de la temporada
| Pos. | Equipo              | Pts. | PJ | PG | PE | PP | GF | GC | Dif. |
| ---- | ------------------- | ---- | -- | -- | -- | -- | -- | -- | ---- |
| 1.º  | Deportivo Saprissa  | 104  | 44 | 32 | 8  | 4  | 93 | 46 | 47   |
| 2.º  | C. S. Herediano     | 89   | 44 | 27 | 8  | 9  | 78 | 45 | 33   |
| 3.º  | L. D. Alajuelense   | 70   | 44 | 20 | 10 | 14 | 78 | 63 | 15   |
| 4.º  | A. D. Guanacasteca  | 59   | 44 | 16 | 11 | 17 | 53 | 61 | −8   |
| 5.º  | Santos de Guápiles  | 55   | 44 | 14 | 13 | 17 | 52 | 47 | 5    |
| 6.º  | Pérez Zeledón       | 54   | 44 | 14 | 12 | 18 | 47 | 54 | −7   |
| 7.º  | A. D. Carmelita     | 53   | 44 | 14 | 11 | 19 | 53 | 65 | −12  |
| 8.º  | A. D. Ramonense     | 49   | 44 | 13 | 10 | 21 | 52 | 65 | −13  |
| 9.º  | C. S. Cartaginés    | 49   | 44 | 13 | 10 | 21 | 47 | 65 | −18  |
| 10.º | A. D. Santa Bárbara | 48   | 44 | 12 | 12 | 20 | 57 | 70 | −13  |
| 11.º | Liberia             | 48   | 44 | 12 | 12 | 20 | 50 | 63 | −13  |
| 12.º | A. D. San Carlos    | 48   | 44 | 11 | 15 | 18 | 38 | 54 | −16  |

|  | Clasificado para la Copa Interclubes de la UNCAF 2004 |
|  | Descendido a Segunda División                         |

### Resumen de resultados
| Local / Visita      | ADC   | ADG   | ADR   | SB    | SC    | CSC   | CSH   | SAP   | LDA   | LIB   | MPZ   | SAN   |
| ------------------- | ----- | ----- | ----- | ----- | ----- | ----- | ----- | ----- | ----- | ----- | ----- | ----- |
| A. D. Carmelita     |       | 2 - 0 | 0 - 0 | 2 - 1 | 1 - 0 | 4 - 1 | 2 - 3 | 2 - 2 | 0 - 4 | 2 - 0 | 1 - 1 | 2 - 1 |
| A. D. Guanacasteca  | 4 - 2 |       | 2 - 0 | 2 - 2 | 2 - 1 | 1 - 1 | 3 - 0 | 3 - 2 | 2 - 7 | 5 - 0 | 0 - 1 | 1 - 0 |
| A. D. Ramonense     | 0 - 1 | 2 - 1 |       | 2 - 2 | 2 - 0 | 1 - 2 | 2 - 2 | 0 - 0 | 2 - 1 | 2 - 1 | 2 - 0 | 0 - 0 |
| A. D. Santa Bárbara | 3 - 1 | 2 - 2 | 4 - 2 |       | 0 - 2 | 1 - 1 | 2 - 1 | 0 - 2 | 0 - 2 | 1 - 1 | 0 - 1 | 0 - 1 |
| A. D. San Carlos    | 1 - 1 | 2 - 0 | 1 - 1 | 1 - 0 |       | 0 - 0 | 0 - 0 | 1 - 1 | 4 - 2 | 0 - 1 | 0 - 0 | 1 - 0 |
| C. S. Cartaginés    | 0 - 0 | 0 - 1 | 2 - 1 | 3 - 1 | 5 - 0 |       | 0 - 1 | 0 - 0 | 0 - 2 | 1 - 0 | 1 - 0 | 1 - 0 |
| C. S. Herediano     | 3 - 0 | 2 - 0 | 1 - 0 | 3 - 0 | 0 - 0 | 5 - 0 |       | 1 - 2 | 2 - 0 | 0 - 0 | 2 - 0 | 2 - 0 |
| Deportivo Saprissa  | 3 - 1 | 3 - 2 | 4 - 1 | 1 - 0 | 2 - 0 | 2 - 0 | 2 - 4 |       | 2 - 1 | 1 - 0 | 4 - 0 | 2 - 1 |
| L. D. Alajuelense   | 1 - 2 | 1 - 1 | 2 - 1 | 2 - 3 | 2 - 1 | 1 - 1 | 1 - 2 | 0 - 1 |       | 3 - 2 | 1 - 0 | 1 - 0 |
| Liberia             | 3 - 0 | 1 - 1 | 1 - 0 | 3 - 0 | 0 - 1 | 3 - 1 | 0 - 3 | 1 - 1 | 3 - 4 |       | 0 - 1 | 0 - 1 |
| Pérez Zeledón       | 2 - 2 | 0 - 1 | 2 - 3 | 2 - 1 | 1 - 0 | 0 - 0 | 0 - 1 | 3 - 0 | 2 - 2 | 2 - 2 |       | 1 - 1 |
| Santos de Guápiles  | 2 - 0 | 2 - 1 | 5 - 1 | 3 - 1 | 0 - 0 | 4 - 2 | 2 - 3 | 0 - 1 | 2 - 3 | 2 - 1 | 4 - 0 |       |

|  | Victoria del equipo local     |
|  | Empate                        |
|  | Victoria del equipo visitante |

## Final nacional

### Saprissa - Herediano
| 16 de mayo de 2004, 11:00 | C. S. Herediano                   | 1:1 (0:1) | Deportivo Saprissa                   | Estadio Nacional, San José |                           |
|                           | - Jafet Soto 75' (Geovanny Jara ) | Reporte   | - Gerald Drummond 41' (Try Benneth ) | Árbitro(s): Hugo Castillo  | Árbitro(s): Hugo Castillo |

| 20 de mayo de 2004, 20:00 | Deportivo Saprissa                                                         | 2:1 (1:0) | C. S. Herediano                   | Estadio Ricardo Saprissa, Tibás, San José |                                 |
|                           | - Walter Centeno 26' (Try Benneth ) - Víctor Cordero 77' (Walter Centeno ) | Reporte   | - Minor Díaz 86' (Milton Cortez ) | Árbitro(s): José Benigno Pineda           | Árbitro(s): José Benigno Pineda |

#### Final - ida
| -     | POR   | Jean Carlos Chacón |     |
| 2     | DEF   | Geovanny Jara      |     |
|       | DEF   | Mauricio Wright    |     |
| 12    | DEF   | Leonardo González  |     |
| 4     | DEF   | Michael Umaña      |     |
|       | MED   | Rodrigo Cordero    | 68' |
| 15    | MED   | Christian Oviedo   |     |
| 17    | MED   | Christian Badilla  | 45' |
| 23    | MED   | Milton Cortés      | 45' |
| 26    | DEL   | Andy Herron        |     |
| 77    | DEL   | Kurt Bernard       |     |
| D. T. | D. T. | Ronald Mora        |     |

| 35    | POR   | José Francisco Porras |     |
| 21    | DEF   | Reynaldo Parks        |     |
| 18    | DEF   | Jervis Drummond       |     |
| 23    | DEF   | Try Benneth           |     |
| 16    | DEF   | Gabriel Badilla       |     |
| 20    | MED   | Douglas Sequeira      |     |
| 4     | MED   | Ronald González       |     |
| 7     | MED   | Wilson Muñoz          | 59' |
| 8     | MED   | Walter Centeno        |     |
| 26    | DEL   | Gerald Drummond       | 77' |
| 24    | DEL   | Álvaro Saborío        | 82' |
| D. T. | D. T. | Hernán Medford        |     |

| 9 | Delantero      | Jewisson Bennett | 45' |
|   | Centrocampista | Jafet Soto       | 45' |
| 7 | Delantero      | Allan Oviedo     | 68' |

| 17 | Centrocampista | José Luis López | 59' |
| 10 | Delantero      | Alonso Solís    | 77' |
|    | Delantero      | Erick Corrales  | 82' |

| 75' | Jafet Soto | 1:1 |

| 41' | Gerald Drummond | 0:1 |

| Amonestado · Amonestado · Amonestado · Amonestado | Rodrigo Cordero Michael Umaña Geovanny Jara Kurt Bernard |

| Amonestado · Amonestado · Amonestado · Amonestado · Amonestado | Douglas Sequeira Jervis Drummond Gabriel Badilla Ronald González Gerald Drummond |

| 55' | Gabriel Badilla |

| Principal  | Hugo Castillo    |
| Asistentes | Efráin Rodríguez |
|            | Gerardo Lobo     |

| -     | POR   | Jean Carlos Chacón |     |
| 2     | DEF   | Geovanny Jara      |     |
|       | DEF   | Mauricio Wright    |     |
| 12    | DEF   | Leonardo González  |     |
| 4     | DEF   | Michael Umaña      |     |
|       | MED   | Rodrigo Cordero    | 68' |
| 15    | MED   | Christian Oviedo   |     |
| 17    | MED   | Christian Badilla  | 45' |
| 23    | MED   | Milton Cortés      | 45' |
| 26    | DEL   | Andy Herron        |     |
| 77    | DEL   | Kurt Bernard       |     |
| D. T. | D. T. | Ronald Mora        |     |

| 35    | POR   | José Francisco Porras |     |
| 21    | DEF   | Reynaldo Parks        |     |
| 18    | DEF   | Jervis Drummond       |     |
| 23    | DEF   | Try Benneth           |     |
| 16    | DEF   | Gabriel Badilla       |     |
| 20    | MED   | Douglas Sequeira      |     |
| 4     | MED   | Ronald González       |     |
| 7     | MED   | Wilson Muñoz          | 59' |
| 8     | MED   | Walter Centeno        |     |
| 26    | DEL   | Gerald Drummond       | 77' |
| 24    | DEL   | Álvaro Saborío        | 82' |
| D. T. | D. T. | Hernán Medford        |     |

| 9 | Delantero      | Jewisson Bennett | 45' |
|   | Centrocampista | Jafet Soto       | 45' |
| 7 | Delantero      | Allan Oviedo     | 68' |

| 17 | Centrocampista | José Luis López | 59' |
| 10 | Delantero      | Alonso Solís    | 77' |
|    | Delantero      | Erick Corrales  | 82' |

| 75' | Jafet Soto | 1:1 |

| 41' | Gerald Drummond | 0:1 |

| Amonestado · Amonestado · Amonestado · Amonestado | Rodrigo Cordero Michael Umaña Geovanny Jara Kurt Bernard |

| Amonestado · Amonestado · Amonestado · Amonestado · Amonestado | Douglas Sequeira Jervis Drummond Gabriel Badilla Ronald González Gerald Drummond |

| 55' | Gabriel Badilla |

| Principal  | Hugo Castillo    |
| Asistentes | Efráin Rodríguez |
|            | Gerardo Lobo     |

| -     | POR   | Jean Carlos Chacón |     |
| 2     | DEF   | Geovanny Jara      |     |
|       | DEF   | Mauricio Wright    |     |
| 12    | DEF   | Leonardo González  |     |
| 4     | DEF   | Michael Umaña      |     |
|       | MED   | Rodrigo Cordero    | 68' |
| 15    | MED   | Christian Oviedo   |     |
| 17    | MED   | Christian Badilla  | 45' |
| 23    | MED   | Milton Cortés      | 45' |
| 26    | DEL   | Andy Herron        |     |
| 77    | DEL   | Kurt Bernard       |     |
| D. T. | D. T. | Ronald Mora        |     |

| 35    | POR   | José Francisco Porras |     |
| 21    | DEF   | Reynaldo Parks        |     |
| 18    | DEF   | Jervis Drummond       |     |
| 23    | DEF   | Try Benneth           |     |
| 16    | DEF   | Gabriel Badilla       |     |
| 20    | MED   | Douglas Sequeira      |     |
| 4     | MED   | Ronald González       |     |
| 7     | MED   | Wilson Muñoz          | 59' |
| 8     | MED   | Walter Centeno        |     |
| 26    | DEL   | Gerald Drummond       | 77' |
| 24    | DEL   | Álvaro Saborío        | 82' |
| D. T. | D. T. | Hernán Medford        |     |

| 9 | Delantero      | Jewisson Bennett | 45' |
|   | Centrocampista | Jafet Soto       | 45' |
| 7 | Delantero      | Allan Oviedo     | 68' |

| 17 | Centrocampista | José Luis López | 59' |
| 10 | Delantero      | Alonso Solís    | 77' |
|    | Delantero      | Erick Corrales  | 82' |

| 75' | Jafet Soto | 1:1 |

| 41' | Gerald Drummond | 0:1 |

| Amonestado · Amonestado · Amonestado · Amonestado | Rodrigo Cordero Michael Umaña Geovanny Jara Kurt Bernard |

| Amonestado · Amonestado · Amonestado · Amonestado · Amonestado | Douglas Sequeira Jervis Drummond Gabriel Badilla Ronald González Gerald Drummond |

| 55' | Gabriel Badilla |

| Principal  | Hugo Castillo    |
| Asistentes | Efráin Rodríguez |
|            | Gerardo Lobo     |

| -     | POR   | Jean Carlos Chacón |     |
| 2     | DEF   | Geovanny Jara      |     |
|       | DEF   | Mauricio Wright    |     |
| 12    | DEF   | Leonardo González  |     |
| 4     | DEF   | Michael Umaña      |     |
|       | MED   | Rodrigo Cordero    | 68' |
| 15    | MED   | Christian Oviedo   |     |
| 17    | MED   | Christian Badilla  | 45' |
| 23    | MED   | Milton Cortés      | 45' |
| 26    | DEL   | Andy Herron        |     |
| 77    | DEL   | Kurt Bernard       |     |
| D. T. | D. T. | Ronald Mora        |     |

| 35    | POR   | José Francisco Porras |     |
| 21    | DEF   | Reynaldo Parks        |     |
| 18    | DEF   | Jervis Drummond       |     |
| 23    | DEF   | Try Benneth           |     |
| 16    | DEF   | Gabriel Badilla       |     |
| 20    | MED   | Douglas Sequeira      |     |
| 4     | MED   | Ronald González       |     |
| 7     | MED   | Wilson Muñoz          | 59' |
| 8     | MED   | Walter Centeno        |     |
| 26    | DEL   | Gerald Drummond       | 77' |
| 24    | DEL   | Álvaro Saborío        | 82' |
| D. T. | D. T. | Hernán Medford        |     |

| 9 | Delantero      | Jewisson Bennett | 45' |
|   | Centrocampista | Jafet Soto       | 45' |
| 7 | Delantero      | Allan Oviedo     | 68' |

| 17 | Centrocampista | José Luis López | 59' |
| 10 | Delantero      | Alonso Solís    | 77' |
|    | Delantero      | Erick Corrales  | 82' |

| 75' | Jafet Soto | 1:1 |

| 41' | Gerald Drummond | 0:1 |

| Amonestado · Amonestado · Amonestado · Amonestado | Rodrigo Cordero Michael Umaña Geovanny Jara Kurt Bernard |

| Amonestado · Amonestado · Amonestado · Amonestado · Amonestado | Douglas Sequeira Jervis Drummond Gabriel Badilla Ronald González Gerald Drummond |

| 55' | Gabriel Badilla |

| Principal  | Hugo Castillo    |
| Asistentes | Efráin Rodríguez |
|            | Gerardo Lobo     |

#### Final - vuelta
| 35    | POR   | José Francisco Porras  |     |
| 21    | DEF   | Reynaldo Parks         | 58' |
| 18    | DEF   | Jervis Drummond        |     |
| 4     | DEF   | Ronald González        | 66' |
| 14    | DEF   | Andrés Núñez           |     |
| 23    | DEF   | Try Benneth            |     |
| 22    | MED   | Daniel Torres González |     |
| 20    | MED   | Douglas Sequeira       |     |
| 8     | MED   | Walter Centeno         |     |
| 7     | DEL   | Wilson Muñoz           | 86' |
| 24    | DEL   | Álvaro Saborío         |     |
| D. T. | D. T. | Hernán Medford         |     |

| 19    | POR   | Jean Carlos Chacón |     |
| 4     | DEF   | Michael Umaña      |     |
|       | DEF   | Mauricio Wright    |     |
| 12    | DEF   | Leonardo González  |     |
| 2     | DEF   | Geovanny Jara      |     |
|       | MED   | Rodrigo Cordero    | 71' |
| 15    | MED   | Christian Oviedo   |     |
| 77    | MED   | Kurt Bernard       |     |
|       | MED   | Jafet Soto         | 62' |
| 26    | DEL   | Andy Herron        |     |
|       | DEL   | William Phillips   | 45' |
| D. T. | D. T. | Ronald Mora        |     |

| 3  | Defensa        | Víctor Cordero        | 58' |
| 17 | Centrocampista | José Luis López       | 66' |
| 6  | Centrocampista | José Francisco Alfaro | 86' |

| 23 | Delantero | Milton Cortés    | 45' |
| 9  | Delantero | Jewisson Bennett | 62' |
| 10 | Delantero | Minor Díaz       | 71' |

| 26' · 77' | Walter Centeno Víctor Cordero | 1:0 2:0 |

| 86' | Minor Díaz | 2:1 |

| 10' · 43' | Álvaro Saborío Ronald González |

| 2' · 30' | Andy Herron Leonardo González |

| Principal  | José Benigno Pineda |
| Asistentes | Erick Mora          |
|            | Miguel Flores       |

| 35    | POR   | José Francisco Porras  |     |
| 21    | DEF   | Reynaldo Parks         | 58' |
| 18    | DEF   | Jervis Drummond        |     |
| 4     | DEF   | Ronald González        | 66' |
| 14    | DEF   | Andrés Núñez           |     |
| 23    | DEF   | Try Benneth            |     |
| 22    | MED   | Daniel Torres González |     |
| 20    | MED   | Douglas Sequeira       |     |
| 8     | MED   | Walter Centeno         |     |
| 7     | DEL   | Wilson Muñoz           | 86' |
| 24    | DEL   | Álvaro Saborío         |     |
| D. T. | D. T. | Hernán Medford         |     |

| 19    | POR   | Jean Carlos Chacón |     |
| 4     | DEF   | Michael Umaña      |     |
|       | DEF   | Mauricio Wright    |     |
| 12    | DEF   | Leonardo González  |     |
| 2     | DEF   | Geovanny Jara      |     |
|       | MED   | Rodrigo Cordero    | 71' |
| 15    | MED   | Christian Oviedo   |     |
| 77    | MED   | Kurt Bernard       |     |
|       | MED   | Jafet Soto         | 62' |
| 26    | DEL   | Andy Herron        |     |
|       | DEL   | William Phillips   | 45' |
| D. T. | D. T. | Ronald Mora        |     |

| 3  | Defensa        | Víctor Cordero        | 58' |
| 17 | Centrocampista | José Luis López       | 66' |
| 6  | Centrocampista | José Francisco Alfaro | 86' |

| 23 | Delantero | Milton Cortés    | 45' |
| 9  | Delantero | Jewisson Bennett | 62' |
| 10 | Delantero | Minor Díaz       | 71' |

| 26' · 77' | Walter Centeno Víctor Cordero | 1:0 2:0 |

| 86' | Minor Díaz | 2:1 |

| 10' · 43' | Álvaro Saborío Ronald González |

| 2' · 30' | Andy Herron Leonardo González |

| Principal  | José Benigno Pineda |
| Asistentes | Erick Mora          |
|            | Miguel Flores       |

| 35    | POR   | José Francisco Porras  |     |
| 21    | DEF   | Reynaldo Parks         | 58' |
| 18    | DEF   | Jervis Drummond        |     |
| 4     | DEF   | Ronald González        | 66' |
| 14    | DEF   | Andrés Núñez           |     |
| 23    | DEF   | Try Benneth            |     |
| 22    | MED   | Daniel Torres González |     |
| 20    | MED   | Douglas Sequeira       |     |
| 8     | MED   | Walter Centeno         |     |
| 7     | DEL   | Wilson Muñoz           | 86' |
| 24    | DEL   | Álvaro Saborío         |     |
| D. T. | D. T. | Hernán Medford         |     |

| 19    | POR   | Jean Carlos Chacón |     |
| 4     | DEF   | Michael Umaña      |     |
|       | DEF   | Mauricio Wright    |     |
| 12    | DEF   | Leonardo González  |     |
| 2     | DEF   | Geovanny Jara      |     |
|       | MED   | Rodrigo Cordero    | 71' |
| 15    | MED   | Christian Oviedo   |     |
| 77    | MED   | Kurt Bernard       |     |
|       | MED   | Jafet Soto         | 62' |
| 26    | DEL   | Andy Herron        |     |
|       | DEL   | William Phillips   | 45' |
| D. T. | D. T. | Ronald Mora        |     |

| 3  | Defensa        | Víctor Cordero        | 58' |
| 17 | Centrocampista | José Luis López       | 66' |
| 6  | Centrocampista | José Francisco Alfaro | 86' |

| 23 | Delantero | Milton Cortés    | 45' |
| 9  | Delantero | Jewisson Bennett | 62' |
| 10 | Delantero | Minor Díaz       | 71' |

| 26' · 77' | Walter Centeno Víctor Cordero | 1:0 2:0 |

| 86' | Minor Díaz | 2:1 |

| 10' · 43' | Álvaro Saborío Ronald González |

| 2' · 30' | Andy Herron Leonardo González |

| Principal  | José Benigno Pineda |
| Asistentes | Erick Mora          |
|            | Miguel Flores       |

| 35    | POR   | José Francisco Porras  |     |
| 21    | DEF   | Reynaldo Parks         | 58' |
| 18    | DEF   | Jervis Drummond        |     |
| 4     | DEF   | Ronald González        | 66' |
| 14    | DEF   | Andrés Núñez           |     |
| 23    | DEF   | Try Benneth            |     |
| 22    | MED   | Daniel Torres González |     |
| 20    | MED   | Douglas Sequeira       |     |
| 8     | MED   | Walter Centeno         |     |
| 7     | DEL   | Wilson Muñoz           | 86' |
| 24    | DEL   | Álvaro Saborío         |     |
| D. T. | D. T. | Hernán Medford         |     |

| 19    | POR   | Jean Carlos Chacón |     |
| 4     | DEF   | Michael Umaña      |     |
|       | DEF   | Mauricio Wright    |     |
| 12    | DEF   | Leonardo González  |     |
| 2     | DEF   | Geovanny Jara      |     |
|       | MED   | Rodrigo Cordero    | 71' |
| 15    | MED   | Christian Oviedo   |     |
| 77    | MED   | Kurt Bernard       |     |
|       | MED   | Jafet Soto         | 62' |
| 26    | DEL   | Andy Herron        |     |
|       | DEL   | William Phillips   | 45' |
| D. T. | D. T. | Ronald Mora        |     |

| 3  | Defensa        | Víctor Cordero        | 58' |
| 17 | Centrocampista | José Luis López       | 66' |
| 6  | Centrocampista | José Francisco Alfaro | 86' |

| 23 | Delantero | Milton Cortés    | 45' |
| 9  | Delantero | Jewisson Bennett | 62' |
| 10 | Delantero | Minor Díaz       | 71' |

| 26' · 77' | Walter Centeno Víctor Cordero | 1:0 2:0 |

| 86' | Minor Díaz | 2:1 |

| 10' · 43' | Álvaro Saborío Ronald González |

| 2' · 30' | Andy Herron Leonardo González |

| Principal  | José Benigno Pineda |
| Asistentes | Erick Mora          |
|            | Miguel Flores       |

|                            |
| Campeón Deportivo Saprissa |
| 23° título                 |

## Estadísticas

### Tabla de goleadores
Lista con los máximos anotadores de la temporada.
| Pos. | Jugador             | Equipo                                  | Goles |
| ---- | ------------------- | --------------------------------------- | ----- |
| 1.º  | Álvaro Saborío      | Deportivo Saprissa                      | 25    |
| 2.º  | Whayne Wilson       | A. D. Ramonense                         | 20    |
| 3.º  | Alonso Solís        | Deportivo Saprissa                      | 17    |
| 4.º  | Alejandro Sequeira  | A. D. Santa Bárbara                     | 16    |
| 4.º  | Gerald Drummond     | Deportivo Saprissa                      | 16    |
| 6.º  | Claudio Ciccia      | C. S. Cartaginés                        | 15    |
| 6.º  | Jewisson Bennett    | C. S. Herediano                         | 15    |
| 6.º  | Evance Benwell      | Santos de Guápiles                      | 15    |
| 6.º  | Jorge Barbosa       | A. D. Santa Bárbara                     | 15    |
| 10.º | Jhon Jairo Quiñones | Liberia                                 | 14    |
| 10.º | Andy Herron         | C. S. Herediano                         | 14    |
| 12.º | Kervin Lacey        | A. D. Carmelita                         | 13    |
| 13.º | Gustavo Martínez    | Santos de Guápiles                      | 11    |
| 13.º | Román Vargas        | A. D. Guanacasteca                      | 11    |
| 15.º | Milton Cortez       | C. S. Herediano                         | 10    |
| 15.º | Jairo Arrieta       | A. D. Guanacasteca                      | 10    |
| 15.º | Erick Scott         | L. D. Alajuelense                       | 10    |
| 15.º | Víctor Núñez        | L. D. Alajuelense                       | 10    |
| 15.º | Pablo Gabas         | A. D. Santa Bárbara / L. D. Alajuelense | 10    |
| 15.º | Walter Centeno      | Deportivo Saprissa                      | 10    |
| 21.º | Rayner Robinson     | A. D. Santa Bárbara                     | 9     |
| 21.º | Taylor Morales      | Pérez Zeledón                           | 9     |
| 23.º | Douglas Sequeira    | Deportivo Saprissa                      | 8     |
| 23.º | Bill González       | Pérez Zeledón                           | 8     |
| 23.º | Olman Oviedo        | A. D. San Carlos                        | 8     |

### Tabla de asistentes
Lista con los máximos asistentes de la temporada.
| Pos. | Jugador           | Equipo                                  | Asistencias |
| ---- | ----------------- | --------------------------------------- | ----------- |
| 1.º  | Walter Centeno    | Deportivo Saprissa                      | 17          |
| 2.º  | Pablo Gabas       | A. D. Santa Bárbara / L. D. Alajuelense | 14          |
| 3.º  | Álvaro Saborío    | Deportivo Saprissa                      | 13          |
| 4.º  | Jewisson Bennett  | C. S. Herediano                         | 12          |
| 4.º  | Carlos Rodríguez  | Liberia                                 | 12          |
| 4.º  | Jairo Arrieta     | A. D. Guanacasteca                      | 12          |
| 7.º  | Gerald Drummond   | Deportivo Saprissa                      | 11          |
| 8.º  | Try Benneth       | Deportivo Saprissa                      | 10          |
| 8.º  | Andy Herron       | C. S. Herediano                         | 10          |
| 8.º  | Wilberth Castro   | A. D. San Carlos / A. D. Carmelita      | 10          |
| 11.º | Milton Cortez     | C. S. Herediano                         | 9           |
| 12.º | Steven Bryce      | L. D. Alajuelense                       | 8           |
| 12.º | Wilmer López      | L. D. Alajuelense                       | 8           |
| 12.º | Alonso Solís      | Deportivo Saprissa                      | 8           |
| 12.º | Wilson Muñoz      | Deportivo Saprissa                      | 8           |
| 12.º | Michael Myers     | Santos de Guápiles                      | 8           |
| 12.º | Berny Solórzano   | A. D. Carmelita                         | 8           |
| 12.º | Kervin Lacey      | A. D. Carmelita                         | 8           |
| 12.º | Luis Venegas      | A. D. Santa Bárbara                     | 8           |
| 12.º | Andrey Campos     | A. D. San Carlos                        | 8           |
| 12.º | Geovanny Castro   | A. D. Ramonense                         | 8           |
| 22.º | Alexander Castro  | L. D. Alajuelense                       | 7           |
| 22.º | Bernard Mullins   | C. S. Cartaginés                        | 7           |
| 22.º | Álvaro Becerra    | A. D. Guanacasteca                      | 7           |
| 22.º | Taylor Morales    | Pérez Zeledón                           | 7           |
| 22.º | Hugo Madrigal     | A. D. Ramonense                         | 7           |
| 22.º | Gustavo Hernández | A. D. Ramonense                         | 7           |

### Otros datos
- Cantidad de goles en el Apertura: 354 en 132 partidos, para un promedio de 2,68 anotaciones por juego.
- Cantidad de goles en el Clausura: 344 en 132 partidos, para un promedio de 2,61 anotaciones por juego.
- Cantidad de goles en la final por el título: 5 en dos partidos.
- Jugadores con más anotaciones en un solo juego: 3 goles por futbolista. Alejandro Sequeira de Santa Bárbara sobre el Herediano, Andy Herron de Herediano sobre el Santos, y Michael Myers del Santos sobre el Pérez Zeledón.
- Cantidad de expulsados: 157.
- Penales sancionados: 109.
- Árbitros con más juegos: Wálter Quesada y Alexandro Jiménez con 20 cada uno.
- Árbitro con más expulsiones: Henry Bejarano con 19.
- Árbitro con más penales decretados: Wálter Quesada con 15.[3]

### Asistencia y recaudación
Lista con algunos de los equipos en cuanto a su asistencia y recaudación de la temporada, en la que se muestra el crecimiento y descenso del número en comparación con el torneo anterior.
- Saprissa: llevó 145.512 aficionados en total a sus sedes utilizadas de los estadios Ricardo Saprissa y Nacional, recaudando ¢425.521.500.
- Alajuelense: fue el segundo mayor recaudador con ¢179.952.050 y llevó 75.310 espectadores a su estadio Alejandro Morera Soto. Sufrió una caída del 19,3% en comparación con la temporada 2002-03.
- Herediano: 58.996 espectadores al Estadio Rosabal Cordero. Experimentó un aumento del 52,7% comparado con la temporada anterior en la cual alcanzó la cifra de 38.642 personas.
- Santa Bárbara: 20.234 espectadores en total en los estadios Carlos Alvarado y Nacional. Incrementó un 92,3% la cantidad comparando la temporada anterior, en la que llevó 10.520 seguidores.
- Cartaginés: 29.487 espectadores al Estadio "Fello" Meza, donde experimentó el decrecimiento de un 32% en comparación con la temporada anterior que llevó 43.337 aficionados.